# Oberea heudei
Oberea heudei är en skalbaggsart som beskrevs av Maurice Pic 1936. Oberea heudei ingår i släktet Oberea och familjen långhorningar. Inga underarter finns listade i Catalogue of Life.